# Стевенен, Робинсон
Робинсон Стевенен (фр. Robinson Stévenin; род. 1 марта 1981, Лон-ле-Сонье, Франция) — французский актёр.

## Биография
Родился 1 марта 1981 года в Лон-ле-Сонье. Его отец Жан-Франсуа Стевенен является известным актёром.
В 1986 году в возрасте 5 лет сыграл свою первую роль в короткометражном фильме своего отца «Дубль-гос по да», а спустя три года он снялся в другом короткометражном фильме «L’hydrolution».
В одиннадцать лет, в 1992 году, он начал сниматься на телевидении и также со своим братом Сагамором сыграл в фильме «Бунт детей», за который получил приз в номинации «Лучший актёр» на кинофестивале в Париже. Также Робинсон сыграл главную роль в телефильме «Un ballon dans la tête».
В 1999 году он сыграл свою первую главную роль в кино в фильме «Дурные знакомства», за которую был номинирован на премию «Сезар» в номинации «Самый многообещающий актёр». Во время съёмок Робинсон познакомился с Лу Дуайон, с которой встречался до 2001 года.
В 2002 году он наконец выиграл премию «Сезар» как «Самый многообещающий актёр» за роль в фильме «Дурные манеры». В том же году он сыграл небольшую роль в фильма «Два». Несмотря на прозвище «французский Марлон Брандо», данное ему американскими критиками, он не получил роль графа Одо в английском сериале «Викинги» из-за плохого знания английского языка.
После трех лет отсутствия в кинематографе, он в 2006 году сыграл в фильме «Мой полковник». В следующем году он сыграл в фильме «Сон предыдущей ночи». Также сыграл во втором эпизоде телесериала «Загадочные убийства Агаты Кристи».
В 2009 году Робер Гедигян пригласил Стевенена сняться в его фильме «Армия преступников», а также в 2015 в фильме История сумасшедшего.